# Hanroth

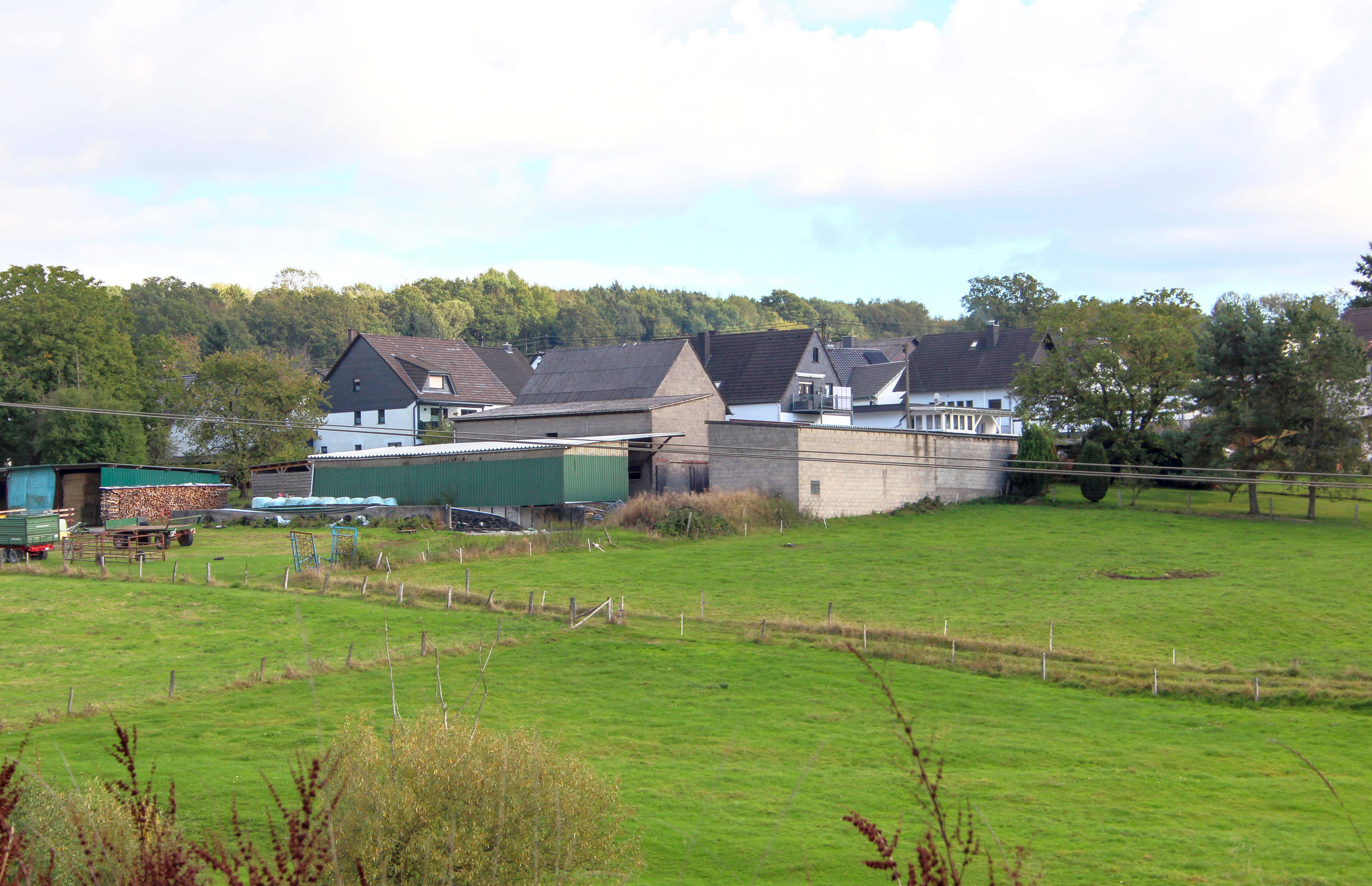
Ansicht von Hanroth

Hanroth ist eine Ortsgemeinde im Landkreis Neuwied im Norden von Rheinland-Pfalz. Sie gehört der Verbandsgemeinde Puderbach an.

## Geographie
Der Ort liegt ein wenig abseits der großen Verkehrsadern südlich von Puderbach am Rande des Naturparks Rhein-Westerwald. Das Dorf zieht sich etwa ein Kilometer in Ost-West-Richtung entlang des Hanrother Bachs und fällt nach Westen hin ins Tal des Holzbachs ab. An der Mündung des Hanrother Bachs befindet sich der Gemeindeteil Hanroth Süd (Hedwigsthal).

## Geschichte

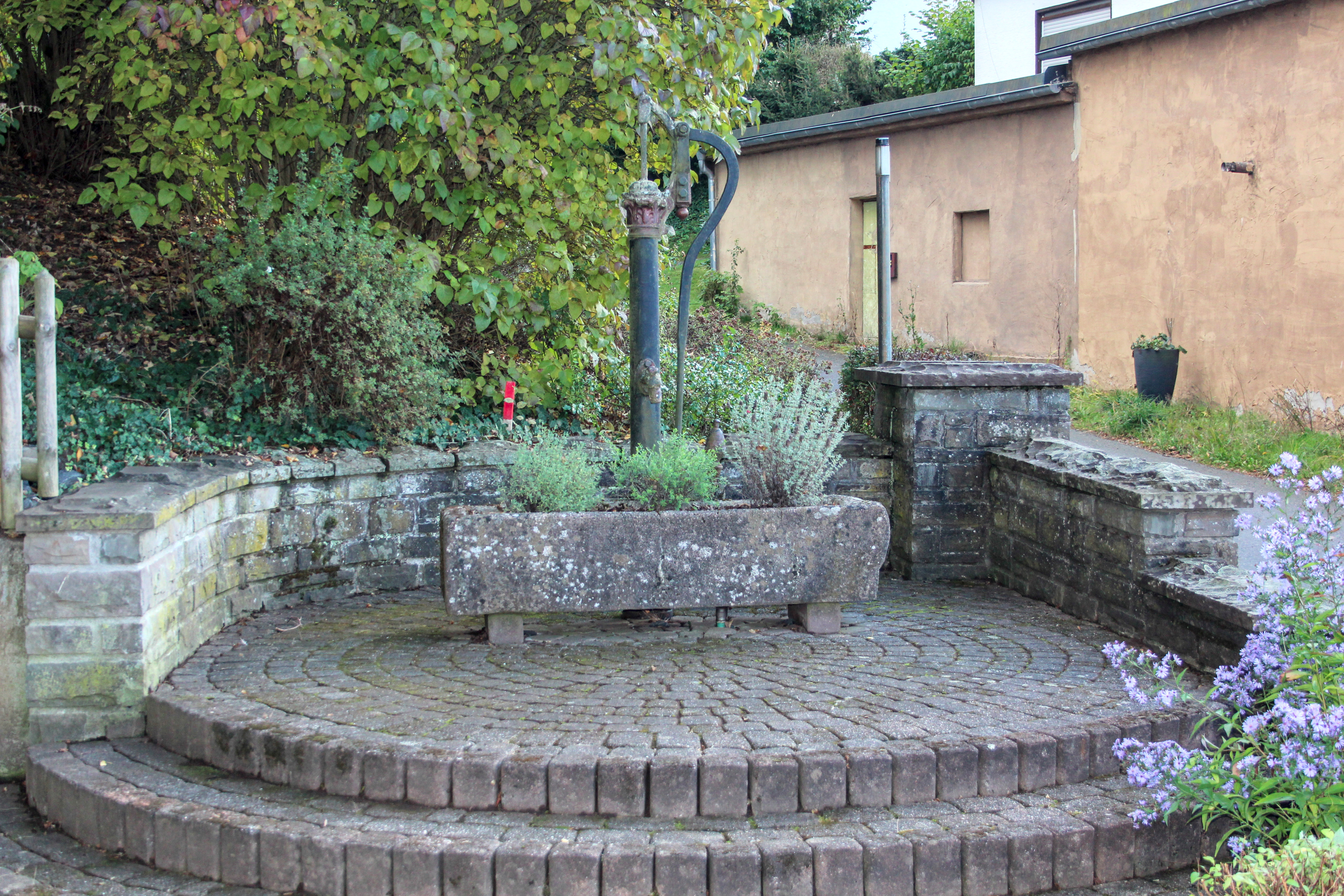
Der Brunnen in Hanroth

Der Ort wurde erstmals im Jahr 1450 als Hoenrode urkundlich erwähnt.
Statistik zur Einwohnerentwicklung
Die Entwicklung der Einwohnerzahl von Hanroth, die Werte von 1871 bis 1987 beruhen auf Volkszählungen:
| Jahr | Einwohner |
| ---- | --------- |
| 1815 | 108       |
| 1835 | 164       |
| 1871 | 203       |
| 1905 | 191       |
| 1939 | 242       |
| 1950 | 282       |
| 1961 | 316       |

| Jahr | Einwohner |
| ---- | --------- |
| 1970 | 401       |
| 1987 | 376       |
| 2005 | 660       |
| 2011 | 618       |
| 2017 | 650       |
| 2022 | 636       |

## Politik

### Gemeinderat
Der Gemeinderat in Hanroth besteht aus zwölf Ratsmitgliedern, die bei der Kommunalwahl am 9. Juni 2024 in einer Mehrheitswahl gewählt wurden, und der ehrenamtlichen Ortsbürgermeisterin als Vorsitzender.

### Bürgermeister
Jana Kohl wurde am 19. Juli 2024 Ortsbürgermeisterin von Hanroth. Bei der Direktwahl am 9. Juni 2024 war sie als einzige Bewerberin mit einem Stimmenanteil von 88,4 % für fünf Jahre gewählt worden.
Liste der Bürgermeister seit 1846:
- Peter Hofmann (1846–1854)
- Johann Wilhelm Letschert (1854–1860)
- Peter Hofmann (1860–1878)
- Peter Rüdig II (1878–1886)
- Peter Jacob Baumann (1886–1904)
- Johann Heinrich Schmuck (1905–1918)
- Simon Biehl (1918–1933)
- Karl Weingarten I (1936–1969)
- Karl Bayer (1969–1974)
- Kurt Schmuck (1974–1994)
- Richard Stein (1994–2009)
- Diethelm Stein (2009–2019)
- Claus Keller (2019–2024)[7]
- Jana Kohl (seit 2024)

### Wappen
| Wappen von Hanroth | Blasonierung: „Gespalten; vorn vier rote Schrägbalken in Silber, bedeckt von einem nach links gewandten blauen Pfau; hinten in Silber oben nebeneinander drei rote Rosen, darunter ein schräggestelltes und gestütztes rotes Schwert.“ |
| Wappen von Hanroth | Wappenbegründung: Die wiedschen Wappenzeichen, Pfau und Schrägbalken, deuten auf die Zugehörigkeit Hanroths zur oberen Grafschaft Wied-Runkel (bis 1806), die vormals Isenburgisches Territorium war. Daher treten hier statt der wiedischen Farben Rot und Gold die isenburgischen Farben Rot und Silber auf. Rosen und Schwert sind die Wappenzeichen der Ritter von Raubach, Vögte der Herren von Isenburg. Hanroth gehörte zur Vogtei Raubach. Das Wappen ist rechtsgültig seit dem 7. April 1977, nach einem Entwurf von Ernst Zeiler, Raubach. |

## Vereine
In Hanroth gestaltet der Verschönerungs-Verein Hanroth e. V. gemeinsam mit der Ortsgemeinde das kulturelle Leben. Er wurde am 6. Juli 1974 gegründet. In dieser Zeit hat der Verein viele Projekte und Aktivitäten zur gemeinsamen Dorfverschönerung durchgeführt und setzt sich heute noch für die Dorfgemeinschaft ein.

## Verkehr
- Am Rand des Ortes verläuft die Landesstraße 267 von Niederahr nach Hamm (Sieg), durch die Hanroth u. a. mit Dierdorf und Puderbach verbunden ist.
- Die nächste Autobahnanschlussstelle ist Dierdorf an der Bundesautobahn 3.
- Der nächstgelegene ICE-Halt ist der Bahnhof Montabaur an der Schnellfahrstrecke Köln–Rhein/Main.